# Coupe du monde de natation FINA 2009
Navigation
Édition 2008 Édition 2010
L'édition 2009 de la Coupe du monde de natation FINA, la 20e, se dispute durant les mois d'octobre et de novembre.
Les étapes programmées sur les continents africain, sud-américain, asiatique et européen sont au nombre de 6, une de moins, celle de Sydney, par rapport à l'année 2008.
Au mois de septembre 2009, la Confédération brésilienne des sports aquatiques annonce l'annulation, en raison de problèmes financiers, de l'étape qui devait se dérouler à Rio de Janeiro, du 23 au 25 octobre.
Les deux vainqueurs sont le Sud-Africain Cameron van der Burgh chez les hommes et l'Américaine Jessica Hardy chez les femmes.
Cette édition est sponsorisée par l'équipementier français Arena.

## Étapes
| Dates             | Lieu      | Résultats |
| ----------------- | --------- | --------- |
| 16 au 17 octobre  | Durban    | [ 3 ]     |
| 6 au 7 novembre   | Moscou    | [ 4 ]     |
| 10 au 11 novembre | Stockholm | [ 5 ]     |
| 14 au 15 novembre | Berlin    | [ 6 ]     |
| 21 au 22 novembre | Singapour | [ 7 ]     |

## Notation Coupe du monde
À chacune des étapes du circuit 2009 de la Coupe du monde, la table de notation FINA est utilisée afin de classer l'ensemble des performances réalisées lors de la réunion sportive. Les 10 meilleurs nageurs et les 10 meilleurs nageuses se voient attribuer des points, selon le tableau ci-dessous. Par ailleurs, des points de bonus sont attribués pour un record du monde battu (20 points) ou égalé (10 points) et les points obtenus lors de l'étape singapourienne sont doublés.
| Classement Points FINA | Points attribués Coupe du monde |
| ---------------------- | ------------------------------- |
| 1                      | 25                              |
| 2                      | 20                              |
| 3                      | 16                              |
| 4                      | 13                              |
| 5                      | 10                              |
| 6                      | 7                               |
| 7                      | 5                               |
| 8                      | 3                               |
| 9                      | 2                               |
| 10                     | 1                               |

## Records du monde battus
37 records du monde ont été battus au cours des 5 étapes (4 à Durban, 5 à Moscou, 9 à Stockholm, 16 à Berlin et 3 à Singapour).
| Date             | Épreuve               | Nouveau détenteur     | Nouveau temps | Ancien détenteur      | Ancien temps  | Date             |
| 16 octobre 2009  | 100 mètres 4 nages    | Therese Alshammar     | 58 s 51       | Emily Seebohm         | 58 s 54       | 10 août 2009     |
| 17 octobre 2009  | 50 mètres dos         | Peter Marshall        | 22 s 75       | Randall Bal           | 23 s 05       | 16 novembre 2008 |
| 17 octobre 2009  | 50 mètres brasse      | Jessica Hardy         | 29 s 45       | Jessica Hardy         | 29 s 58       | 10 avril 2008    |
| 17 octobre 2009  | 50 mètres papillon    | Therese Alshammar     | 24 s 75       | Marieke Guehrer       | 24 s 99       | 16 novembre 2008 |
| 6 novembre 2009  | 50 mètres dos         | Marieke Guehrer       | 26 s 17       | Sanja Jovanović       | 26 s 23       | 13 décembre 2008 |
| 6 novembre 2009  | 200 mètres 4 nages    | Evelyn Verrasztó      | 2 min 6 s 01  | Kirsty Coventry       | 2 min 6 s 13  | 12 avril 2008    |
| 7 novembre 2009  | 200 mètres dos        | George Du Rand        | 1 min 47 s 08 | Markus Rogan          | 1 min 47 s 84 | 13 avril 2008    |
| 7 novembre 2009  | 50 mètres brasse      | Jessica Hardy         | 29 s 36       | Jessica Hardy         | 29 s 45       | 17 octobre 2009  |
| 7 novembre 2009  | 100 mètres papillon   | Evgueni Korotychkine  | 48 s 99       | Ian Crocker           | 49 s 07       | 26 mars 2004     |
| 10 novembre 2009 | 50 mètres dos         | Zhao Jing             | 26 s 08       | Marieke Guehrer       | 26 s 17       | 6 novembre 2009  |
| 10 novembre 2009 | 50 mètres dos         | Zhao Jing             | 25 s 82       | Zhao Jing             | 26 s 08       | 10 novembre 2009 |
| 10 novembre 2009 | 100 mètres papillon   | Felicity Galvez       | 55 s 46       | Jessicah Schipper     | 26 s 08       | 10 novembre 2009 |
| 11 novembre 2009 | 50 mètres dos         | Peter Marshall        | 22 s 73       | Peter Marshall        | 55 s 68       | 12 août 2009     |
| 11 novembre 2009 | 50 mètres brasse      | Jessica Hardy         | 28 s 96       | Jessica Hardy         | 29 s 36       | 7 novembre 2009  |
| 11 novembre 2009 | 50 mètres papillon    | Therese Alshammar     | 24 s 46       | Therese Alshammar     | 24 s 75       | 17 octobre 2009  |
| 11 novembre 2009 | 200 mètres papillon   | Kaio de Almeida       | 1 min 49 s 11 | Nikolaï Skvortsov     | 1 min 50 s 53 | 12 février 2009  |
| 11 novembre 2009 | 200 mètres papillon   | Liu Zige              | 2 min 2 s 50  | Yūko Nakanishi        | 2 min 3 s 12  | 23 février 2008  |
| 11 novembre 2009 | 100 mètres 4 nages    | Zhao Jing             | 58 s 40       | Therese Alshammar     | 58 s 51       | 16 octobre 2009  |
| 14 novembre 2009 | 400 mètres nage libre | Paul Biedermann       | 3 min 32 s 77 | Grant Hackett         | 3 min 34 s 58 | 18 juillet 2002  |
| 14 novembre 2009 | 200 mètres dos        | Shiho Sakai           | 2 min 0 s 18  | Kirsty Coventry       | 2 min 0 s 91  | 11 avril 2008    |
| 14 novembre 2009 | 50 mètres brasse      | Cameron van der Burgh | 25 s 25       | Cameron van der Burgh | 25 s 43       | 8 août 2009      |
| 14 novembre 2009 | 100 mètres brasse     | Leisel Jones          | 1 min 3 s     | Leisel Jones          | 1 min 3 s 72  | 25 avril 2008    |
| 14 novembre 2009 | 50 mètres papillon    | Steffen Deibler       | 21 s 80       | Steffen Deibler       | 22 s 06       | 25 octobre 2009  |
| 14 novembre 2009 | 100 mètres 4 nages    | Sergueï Fesikov       | 50 s 95       | Ryan Lochte           | 51 s 15       | 13 avril 2008    |
| 15 novembre 2009 | 200 mètres nage libre | Paul Biedermann       | 1 min 39 s 37 | Paul Biedermann       | 1 min 40 s 83 | 16 novembre 2008 |
| 15 novembre 2009 | 100 mètres dos        | Shiho Sakai           | 55 s 23       | Shiho Sakai           | 56 s 15       | 22 février 2009  |
| 15 novembre 2009 | 200 mètres dos        | Arkadi Viatchanine    | 1 min 46 s 11 | George Du Rand        | 1 min 47 s 08 | 7 novembre 2009  |
| 15 novembre 2009 | 50 mètres brasse      | Jessica Hardy         | 28 s 80       | Jessica Hardy         | 28 s 96       | 11 novembre 2009 |
| 15 novembre 2009 | 100 mètres brasse     | Cameron van der Burgh | 55 s 61       | Cameron van der Burgh | 55 s 99       | 9 août 2009      |
| 15 novembre 2009 | 200 mètres brasse     | Leisel Jones          | 2 min 15 s 42 | Annamay Pierse        | 2 min 16 s 83 | 7 août 2009      |
| 15 novembre 2009 | 100 mètres papillon   | Evgueni Korotychkine  | 48 s 48       | Evgueni Korotychkine  | 48 s 99       | 7 novembre 2009  |
| 15 novembre 2009 | 200 mètres papillon   | Liu Zige              | 2 min 0 s 78  | Liu Zige              | 2 min 2 s 50  | 11 novembre 2009 |
| 15 novembre 2009 | 100 mètres 4 nages    | Hinkelien Schreuder   | 57 s 74       | Zhao Jing             | 58 s 40       | 11 novembre 2009 |
| 15 novembre 2009 | 200 mètres 4 nages    | Darian Townsend       | 1 min 51 s 55 | Ryan Lochte           | 1 min 51 s 56 | 11 avril 2008    |
| 22 novembre 2009 | 50 mètres dos         | Peter Marshall        | 22 s 61       | Peter Marshall        | 22 s 73       | 11 novembre 2009 |
| 22 novembre 2009 | 50 mètres papillon    | Therese Alshammar     | 24 s 38       | Therese Alshammar     | 24 s 46       | 11 novembre 2009 |
| 22 novembre 2009 | 400 mètres 4 nages    | Kathryn Meaklim       | 4 min 22 s 88 | Mireia Belmonte       | 4 min 25 s 06 | 14 décembre 2008 |

## Classement
À l'issue des 5 étapes, le classement hommes et le classement femmes s'établissent ainsi :

### Hommes
22 nageurs sont classés et le vainqueur est le sud-africain Cameron van der Burgh avec un total de 163 points, dont deux bonus de 20 points pour les deux records du monde (50 et 100 m brasse) battus. Il devance, respectivement de 32 et 37 points, son compatriote Roland Mark Schoeman et l'américain Peter Marshall.
| Place | Nom                   | Nationalité    | Points attribués | Points attribués | Points attribués | Points attribués | Points attribués | Total |
| Place | Nom                   | Nationalité    | DUR              | MOS              | STO              | BER              | SIN              | Total |
| ----- | --------------------- | -------------- | ---------------- | ---------------- | ---------------- | ---------------- | ---------------- | ----- |
| 1     | Cameron van der Burgh | Afrique du Sud | 16               | 25               | 25               | 65               | 32               | 163   |
| 2     | Roland Mark Schoeman  | Afrique du Sud | 25               | 20               | 16               | 20               | 50               | 131   |
| 3     | Peter Marshall        | États-Unis     | 40               | 7                | 33               | –                | 46               | 126   |
| 4     | Arkadi Viatchanine    | Russie         | 1                | 3                | 3                | 33               | 40               | 80    |
| 5     | Evgueni Korotychkine  | Russie         | –                | 33               | –                | 25               | –                | 58    |
| 6     | Paul Biedermann       | Allemagne      | –                | –                | –                | 50               | –                | 50    |
| 7     | Felipe França         | Brésil         | –                | –                | 20               | 7                | 20               | 47    |
| 8     | Steffen Deibler       | Allemagne      | 10               | –                | –                | 36               | –                | 46    |
| 9     | Sergueï Fesikov       | Russie         | 7                | 10               | –                | 23               | –                | 40    |
| 10    | George Du Rand        | Afrique du Sud | 3                | 36               | –                | –                | –                | 39    |
| 11    | Kaio de Almeida       | Brésil         | –                | –                | 30               | –                | –                | 30    |
| 12    | Neil Versfeld         | Afrique du Sud | 13               | –                | 7                | –                | 10               | 30    |
| 13    | Darian Townsend       | Afrique du Sud | 5                | 2                | 2                | 20               | –                | 29    |
| 14    | Nicholas Santos       | Brésil         | –                | –                | –                | 1                | 14               | 15    |
| 15    | Markus Rogan          | Autriche       | 2                | –                | 5                | –                | –                | 7     |
| 16    | Matthew Abood         | Australie      | –                | –                | –                | –                | 6                | 6     |
| 17    | Stanislav Donets      | Russie         | –                | 5                | –                | –                | –                | 5     |
| 18    | Christian Sprenger    | Australie      | –                | –                | –                | –                | 4                | 4     |
| 19    | Gerhard Zandberg      | Afrique du Sud | –                | –                | –                | 2                | –                | 2     |
| 20    | Guilherme Guido       | Brésil         | –                | –                | –                | –                | 2                | 2     |
| 21    | Stefan Nystrand       | Suède          | –                | –                | 1                | –                | –                | 1     |
| 22    | Igor Borysik          | Ukraine        | –                | 1                | –                | –                | –                | 1     |

### Femmes
28 nageuses sont classées et l'américaine Jessica Hardy arrive en tête avec 210 points, dont 4 bonus de 20 points pour le record du monde du 50 mètres brasse battu à 4 reprises, lors des étapes de Durban, Moscou, Stocholm et Berlin. Avec 10 points de retard, la suédoise Therese Alshammar se classe à la 2e place, tandis que la néerlandaise Hinkelien Schreuder complète le podium.
| Place | Nom                   | Nationalité    | Points attribués | Points attribués | Points attribués | Points attribués | Points attribués | Total |
| Place | Nom                   | Nationalité    | DUR              | MOS              | STO              | BER              | SIN              | Total |
| ----- | --------------------- | -------------- | ---------------- | ---------------- | ---------------- | ---------------- | ---------------- | ----- |
| 1     | Jessica Hardy         | États-Unis     | 40               | 45               | 40               | 45               | 40               | 210   |
| 2     | Therese Alshammar     | Suède          | 65               | 13               | 45               | 7                | 70               | 200   |
| 3     | Hinkelien Schreuder   | Pays-Bas       | 13               | 7                | 2                | 36               | 26               | 54    |
| 4     | Marieke Guehrer       | Australie      | 16               | 40               | 13               | 10               | –                | 79    |
| 5     | Zhao Jing             | Chine          | –                | –                | 76               | –                | –                | 76    |
| 6     | Shiho Sakai           | Japon          | –                | –                | –                | 60               | –                | 60    |
| 7     | Leisel Jones          | Australie      | –                | 1                | 3                | 53               | –                | 57    |
| 8     | Liu Zige              | Chine          | –                | –                | 20               | 25               | –                | 45    |
| 9     | Felicity Galvez       | Australie      | 10               | 10               | 25               | –                | –                | 45    |
| 10    | Evelyn Verrasztó      | Hongrie        | –                | 36               | –                | –                | –                | 36    |
| 11    | Kathryn Meaklim       | Afrique du Sud | –                | –                | –                | –                | 34               | 34    |
| 12    | Francesca Halsall     | Royaume-Uni    | –                | –                | 1                | –                | 32               | 33    |
| 13    | Sarah Katsoulis       | Australie      | –                | –                | –                | –                | 20               | 20    |
| 14    | Gao Chang             | Chine          | –                | –                | 10               | 3                | –                | 13    |
| 15    | Emily Seebohm         | Australie      | –                | –                | –                | –                | 10               | 10    |
| 16    | Aya Terakawa          | Japon          | –                | –                | 7                | –                | –                | 7     |
| 17    | Inge Dekker           | Pays-Bas       | 3                | –                | –                | –                | 4                | 7     |
| 18    | Fabíola Molina        | Brésil         | 7                | –                | –                | –                | –                | 7     |
| 19    | Elizabeth Simmonds    | Royaume-Uni    | –                | –                | –                | –                | 6                | 6     |
| 20    | Ksenia Moskvina       | Russie         | –                | 5                | –                | –                | –                | 5     |
| 21    | Ranomi Kromowidjojo   | Pays-Bas       | 5                | –                | –                | –                | –                | 5     |
| 22    | Hanna-Maria Seppälä   | Finlande       | –                | 3                | –                | –                | –                | 3     |
| 23    | Daniela Samulski      | Allemagne      | –                | –                | –                | 2                | –                | 2     |
| 24    | Whitney Myers         | États-Unis     | –                | –                | –                | –                | 2                | 2     |
| 25    | Rikke Møller Pedersen | Danemark       | –                | 2                | –                | –                | –                | 2     |
| 26    | Lara Jackson          | États-Unis     | 2                | –                | –                | –                | –                | 2     |
| 27    | Rie Kaneto            | Japon          | –                | –                | –                | 1                | –                | 1     |
| 28    | Sarah Sjöström        | Suède          | 1                | –                | –                | –                | –                | 1     |

## Vainqueurs par épreuve

### 50 m nage libre
| Étapes    | Hommes               | Hommes     |                   | Femmes     | Femmes |
| Étapes    | Vainqueur            | Temps      | Vainqueur         | Temps      |        |
| Durban    | Stefan Nystrand      | 21 s 29    | Therese Alshammar | 23 s 74    |        |
| Moscou    | Roland Mark Schoeman | 20 s 88 RC | Marieke Guehrer   | 23 s 92    |        |
| Stockholm | Frédérick Bousquet   | 20 s 64 RC | Therese Alshammar | 23 s 75    |        |
| Berlin    | Roland Mark Schoeman | 20 s 57 RC | Therese Alshammar | 23 s 34 RC |        |
| Singapour | Nicholas Santos      | 20 s 75    | Therese Alshammar | 23 s 27 RC |        |

### 100 m nage libre
| Étapes    | Hommes          | Hommes     |                     | Femmes           | Femmes |
| Étapes    | Vainqueur       | Temps      | Vainqueur           | Temps            |        |
| Durban    | Sergueï Fesikov | 43 s 30    | Ranomi Kromowidjojo | 52 s 46          |        |
| Moscou    | Sergueï Fesikov | 45 s 87    | Jeanette Ottesen    | 52 s 22          |        |
| Stockholm | Stefan Nystrand | 45 s 54 RC | Francesca Halsall   | 51 s 61 RC et RE |        |
| Berlin    | Brent Hayden    | 45 s 56    | Jeanette Ottesen    | 51 s 95          |        |
| Singapour | Matthew Abood   | 45 s 46 RC | Francesca Halsall   | 51 s 19 RC et RE |        |

### 200 m nage libre
| Étapes    | Hommes                | Hommes           |                 | Femmes        | Femmes |
| Étapes    | Vainqueur             | Temps            | Vainqueur       | Temps         |        |
| Durban    | Darian Townsend       | 1 min 42 s 79    | Felicity Galvez | 1 min 57 s 60 |        |
| Moscou    | Alexandr Soukhoroukov | 1 min 42 s 13    | Sarah Sjöström  | 1 min 54 s 02 |        |
| Stockholm | Brent Hayden          | 1 min 41 s 65    | Coralie Balmy   | 1 min 53 s 71 |        |
| Berlin    | Paul Biedermann       | 1 min 39 s 37 RM | Sarah Sjöström  | 1 min 53 s 77 |        |
| Singapour | Darian Townsend       | 1 min 41 s 65    | Petra Granlund  | 1 min 54 s 76 |        |

### 400 m nage libre
| Étapes    | Hommes           | Hommes           |                  | Femmes        | Femmes |
| Étapes    | Vainqueur        | Temps            | Vainqueur        | Temps         |        |
| Durban    | Dominik Meichtry | 3 min 42 s 09    | Jessica Pengelly | 4 min 11 s 62 |        |
| Moscou    | Nikita Lobintsev | 3 min 38 s 40    | Lotte Friis      | 4 min 01 s 96 |        |
| Stockholm | Mads Glæsner     | 3 min 38 s 78    | Coralie Balmy    | 3 min 57 s 75 |        |
| Berlin    | Paul Biedermann  | 3 min 32 s 77 RM | Lotte Friis      | 4 min 01 s 21 |        |
| Singapour | Oussama Mellouli | 3 min 39 s 18    | Blair Evans      | 4 min 02 s 77 |        |

### 1 500m (homme) & 800 m (femme) nage libre
| Étapes    | Hommes               | Hommes            |                  | Femmes           | Femmes |
| Étapes    | Vainqueur            | Temps             | Vainqueur        | Temps            |        |
| Durban    | Heerden Herman       | 14 min 49 s 17    | Katheryn Meaklim | 8 min 29 s 51    |        |
| Moscou    | Pál Joensen          | 14 min 32 s 64    | Lotte Friis      | 8 min 12 s 94    |        |
| Stockholm | Federico Colbertaldo | 14 min 28 s 35 RC | Lotte Friis      | 8 min 07 s 94 RC |        |
| Berlin    | Federico Colbertaldo | 14 min 29 s 46    | Lotte Friis      | 8 min 04 s 61 RC |        |
| Singapour | Robert Hurley        | 14 min 32 s 47    | Blair Evans      | 8 min 17 s 21    |        |

### 50 m dos
| Étapes    | Hommes                          | Hommes     |                     | Femmes     | Femmes |
| Étapes    | Vainqueur                       | Temps      | Vainqueur           | Temps      |        |
| Durban    | Peter Marshall                  | 22 s 75 RM | Hinkelien Schreuder | 26 s 55 RC |        |
| Moscou    | Peter Marshall Stanislav Donets | 22 s 94 RE | Marieke Guehrer     | 26 s 17 RM |        |
| Stockholm | Peter Marshall                  | 22 s 73 RM | Zhao Jing           | 25 s 82 RM |        |
| Berlin    | Gerhard Zandberg                | 22 s 85    | Marieke Guehrer     | 26 s 09    |        |
| Singapour | Peter Marshall                  | 22 s 61 RM | Emily Seebohm       | 26 s 55    |        |

### 100 m dos
| Étapes    | Hommes            | Hommes     |                 | Femmes     | Femmes |
| Étapes    | Vainqueur         | Temps      | Vainqueur       | Temps      |        |
| Durban    | Peter Marshall    | 49 s 40 RC | Fabíola Molina  | 57 s 77    |        |
| Moscou    | Peter Marshall    | 49 s 49    | Ksenia Moskvina | 56 s 66 RE |        |
| Stockholm | Peter Marshall    | 49 s 29 RC | Shiho Sakai     | 56 s 42 RC |        |
| Berlin    | Aschwin Wildeboer | 49 s 55    | Shiho Sakai     | 55 s 23 RM |        |
| Singapour | Guilherme Guido   | 49 s 63    | Marieke Guehrer | 56 s 97    |        |

### 200 m dos
| Étapes    | Hommes             | Hommes           |                    | Femmes                 | Femmes |
| Étapes    | Vainqueur          | Temps            | Vainqueur          | Temps                  |        |
| Durban    | George Du Rand     | 1 min 49 s 53    | Whitney Myers      | 2 min 07 s 26          |        |
| Moscou    | George Du Rand     | 1 min 47 s 08 RM | Daryna Zevina      | 2 min 04 s 59          |        |
| Stockholm | Markus Rogan       | 1 min 47 s 64 RE | Elizabeth Simmonds | 2 min 02 s 01 RC et RE |        |
| Berlin    | Arkadi Viatchanine | 1 min 46 s 11 RM | Shiho Sakai        | 2 min 00 s 18 RM       |        |
| Singapour | Arkadi Viatchanine | 1 min 46 s 41    | Elizabeth Simmonds | 2 min 01 s 48 RE       |        |

### 50 m brasse
| Étapes    | Hommes                | Hommes     |               | Femmes     | Femmes |
| Étapes    | Vainqueur             | Temps      | Vainqueur     | Temps      |        |
| Durban    | Roland Mark Schoeman  | 25 s 90 RC | Jessica Hardy | 29 s 45 RM |        |
| Moscou    | Cameron van der Burgh | 25 s 58 RC | Jessica Hardy | 29 s 36 RM |        |
| Stockholm | Cameron van der Burgh | 25 s 68    | Jessica Hardy | 29 s 29    |        |
| Berlin    | Cameron van der Burgh | 25 s 25 RM | Jessica Hardy | 28 s 80 RM |        |
| Singapour | Roland Mark Schoeman  | 25 s 58    | Jessica Hardy | 29 s 09    |        |

### 100 m brasse
| Étapes    | Hommes                | Hommes      |                 | Femmes           | Femmes |
| Étapes    | Vainqueur             | Temps       | Vainqueur       | Temps            |        |
| Durban    | Cameron van der Burgh | 56 s 60 RC  | Jessica Hardy   | 1 min 04 s 15 RC |        |
| Moscou    | Cameron van der Burgh | 56 s 36 RC  | Jessica Hardy   | 1 min 03 s 75 RC |        |
| Stockholm | Cameron van der Burgh | 56 s 17, RC | Leisel Jones    | 1 min 03 s 74 RC |        |
| Berlin    | Cameron van der Burgh | 55 s 61 RM  | Leisel Jones    | 1 min 03 s RM    |        |
| Singapour | Cameron van der Burgh | 56 s 25     | Sarah Katsoulis | 1 min 03 s 73    |        |

### 200 m brasse
| Étapes    | Hommes             | Hommes           |                       | Femmes           | Femmes |
| Étapes    | Vainqueur          | Temps            | Vainqueur             | Temps            |        |
| Durban    | Neil Versfeld      | 2 min 03 s 35    | Nadja Higl            | 2 min 20 s 41    |        |
| Moscou    | Neil Versfeld      | 2 min 04 s 15    | Rikke Møller Pedersen | 2 min 19 s 58    |        |
| Stockholm | Neil Versfeld      | 2 min 02 s 67 RC | Nadja Higl            | 2 min 18 s 54    |        |
| Berlin    | Melquíades Álvarez | 2 min 02 s 67 RE | Leisel Jones          | 2 min 15 s 42 RM |        |
| Singapour | Christian Sprenger | 2 min 02 s 65    | Kathryn Meaklim       | 2 min 20 s 52    |        |

### 50 m papillon
| Étapes    | Hommes               | Hommes     |                   | Femmes     | Femmes |
| Étapes    | Vainqueur            | Temps      | Vainqueur         | Temps      |        |
| Durban    | Roland Mark Schoeman | 22 s 32 RC | Therese Alshammar | 24 s 75 RM |        |
| Moscou    | Roland Mark Schoeman | 22 s 33    | Therese Alshammar | 25 s 10    |        |
| Stockholm | Roland Mark Schoeman | 22 s 08 RC | Therese Alshammar | 24 s 46 RM |        |
| Berlin    | Steffen Deibler      | 21 s 80 RM | Marieke Guehrer   | 24 s 69    |        |
| Singapour | Nicholas Santos      | 22 s 16    | Therese Alshammar | 24 s 38 RM |        |

### 100 m papillon
| Étapes    | Hommes               | Hommes     |                   | Femmes     | Femmes |
| Étapes    | Vainqueur            | Temps      | Vainqueur         | Temps      |        |
| Durban    | Evgueni Korotychkine | 50 s 23    | Therese Alshammar | 56 s 12 RC |        |
| Moscou    | Evgueni Korotychkine | 48 s 99 RM | Felicity Galvez   | 55 s 82 RC |        |
| Stockholm | Kaio de Almeida      | 49 s 44    | Felicity Galvez   | 55 s 46 RM |        |
| Berlin    | Evgueni Korotychkine | 48 s 48 RM | Felicity Galvez   | 55 s 62    |        |
| Singapour | Mitchell Patterson   | 49 s 51    | Felicity Galvez   | 56 s 07    |        |

### 200 m papillon
| Étapes    | Hommes            | Hommes           |                   | Femmes           | Femmes |
| Étapes    | Vainqueur         | Temps            | Vainqueur         | Temps            |        |
| Durban    | Chad le Clos      | 1 min 54 s 45    | Felicity Galvez   | 2 min 05 s 55    |        |
| Moscou    | Nikolaï Skvortsov | 1 min 51 s 30    | Joanna Maranhão   | 2 min 04 s 01 RC |        |
| Stockholm | Kaio de Almeida   | 1 min 49 s 11 RM | Liu Zige          | 2 min 02 s 50 RM |        |
| Berlin    | Nikolaï Skvortsov | 1 min 50 s 58    | Liu Zige          | 2 min 00 s 78 RM |        |
| Singapour | Kazuya Kaneda     | 1 min 51 s 54    | Jessicah Schipper | 2 min 03 s 27    |        |

### 100 m 4 nages
| Étapes    | Hommes           | Hommes           |                     | Femmes     | Femmes |
| Étapes    | Vainqueur        | Temps            | Vainqueur           | Temps      |        |
| Durban    | Sergueï Fesikov  | 51 s 96 RE       | Jessica Hardy       | 59 s 93    |        |
| Moscou    | Sergueï Fesikov  | 51 s 45 RC et RE | Hinkelien Schreuder | 58 s 88    |        |
| Stockholm | Gerhard Zandberg | 51 s 77          | Zhao Jing           | 58 s 40 RM |        |
| Berlin    | Sergueï Fesikov  | 50 s 96          | Hinkelien Schreuder | 57 s 74 RM |        |
| Singapour | Darian Townsend  | 52 s 11          | Hinkelien Schreuder | 58 s 32    |        |

### 200 m 4 nages
| Étapes    | Hommes          | Hommes           |                  | Femmes           | Femmes |
| Étapes    | Vainqueur       | Temps            | Vainqueur        | Temps            |        |
| Durban    | Darian Townsend | 1 min 53 s 13    | Whitney Myers    | 2 min 09 s 10    |        |
| Moscou    | Darian Townsend | 1 min 52 s 93    | Evelyn Verrasztó | 2 min 06 s 01 RM |        |
| Stockholm | Darian Townsend | 1 min 51 s 79 RC | Mireia Belmonte  | 2 min 06 s 44    |        |
| Berlin    | Darian Townsend | 1 min 51 s 55 RM | Li Jiaxing       | 2 min 07 s 34    |        |
| Singapour | Darian Townsend | 1 min 52 s 49    | Whitney Myers    | 2 min 06 s 20    |        |

### 400 m 4 nages
| Étapes    | Hommes           | Hommes        |                  | Femmes           | Femmes |
| Étapes    | Vainqueur        | Temps         | Vainqueur        | Temps            |        |
| Durban    | Chad le Clos     | 4 min 05 s 04 | Katheryn Meaklim | 4 min 30 s 53    |        |
| Moscou    | Dávid Verrasztó  | 4 min 03 s 45 | Joanna Maranhão  | 4 min 26 s 98 RC |        |
| Stockholm | Joseph Roebuck   | 4 min 03 s 29 | Mireia Belmonte  | 4 min 26 s 40 RC |        |
| Berlin    | Chad le Clos     | 4 min 02 s 18 | Tanya Hunks      | 4 min 30 s 52    |        |
| Singapour | Oussama Mellouli | 4 min 05 s 79 | Katheryn Meaklim | 4 min 22 s 88 RM |        |

## Légendes
- RC : record de la Coupe du monde FINA
- RE : record d'Europe
- RM : record du monde